# Grupo de Historiadores del Partido Comunista
El Grupo de Historiadores del Partido Comunista (en inglés: Communist Party Historians' Group, CPHG) fue una subdivisión del Partido Comunista de Gran Bretaña integrada por un conjunto muy influyente de historiadores marxistas británicos, que contribuyeron con su enfoque pionero de la «historia desde abajo» (history from below) entre 1946 y 1956. Algunos de sus más famosos miembros fueron figuras de primer orden de la historiografía británica del siglo xx como Christopher Hill, Eric Hobsbawm, Raphael Samuel y Edward Palmer Thompson, así como importantes no académicos como Arthur Leslie Morton y Brian Pearce.
De acuerdo con sus principios, muchos de sus miembros llevaron a cabo proyectos desde instituciones de educación para adultos, en lugar de la academia. En 1952, varios de sus miembros fundaron la revista de historia social Past and Present. 

## Objetivos y métodos
En su obra hay dos objetivos definidos;
1. buscar una tradición revolucionaria popular que pudiera inspirar a activistas contemporáneos; y, además,
2. aplicar un enfoque económico marxista que pone el énfasis en las condiciones sociales más que en los «grandes hombres».

Este dualismo estaba representado por la sentencia de Marx y Engels según la cual «los hombres hacen su propia historia, pero no la hacen en condiciones elegidas por ellos», habitualmente parafraseada en los textos de los miembros del Grupo. 
Volver a plantear y restablecer la acción popular en la narrativa de la historia británica requería originalidad y determinación en el proceso de investigación, para extraer las voces marginadas de los textos en los que apenas aparecían como sujetos activos, en el caso de que se les mencionara. Sus técnicas influenciaron tanto a los historiadores feministas británicos como al Grupo de Estudios Subalternos, al escribir las historias de colectivos e individuos marginales.

## Impacto de 1956
El grupo perdió miembros a lo largo de la Guerra Fría, pero numerosos miembros prominentes se fueron, sobre todo, después de los acontecimientos que conmocionaron al comunismo mundial en 1956. Primero fue, el 25 de febrero, el discurso de Nikita Jruschov durante el XX Congreso del Partido Comunista de la Unión Soviética, cuya denuncia de su precedente sorprendió a muchos ortodoxos y condujo a debates en los partidos comunistas del mundo sobre los crímenes del régimen estalinista (su papel en la hambruna de 1932-1933, la Gran Purga, el internamiento y explotación en el sistema del GULAG, los ataques a minorías étnicas, etc.). En vez de suavizar el sistema en el Bloque del Este, ayudó a desatar el levantamiento húngaro, el 23 de octubre; la subsecuente invasión de Hungría por el Ejército Rojo disgustó muchos miembros del partido, que abandonaron la esperanza en su reforma pacífica. 
De este modo, el año 1956 tuvo numerosos factores que precipitaron un punto de inflexión en las corrientes marxistas internacionales y, en concreto, en el marxismo occidental. Muchas figuras destacarían en la nueva izquierda (New Left), especialmente Raphael Samuel, John Saville y E. P. Thompson. Otros miembros, entre los que descuella Eric Hobsbawm, permanecieron en el grupo, que en 1956 lanzó una serie trimestral de monografías llamada «Nuestra Historia» (Our History). Como Grupo de Historiadores del Partido Comunista, continuó hasta la disolución del Partido Comunista de Gran Bretaña a finales de 1991, e incluso logró aumentar su lista de miembros y su volumen de publicaciones, mientras que el propio partido estaba en una decadencia terminal. A principios de 1992, el grupo se reconstituyó como la Sociedad de la Historia Socialista (Socialist History Society, SHS),  admitiendo en su seno a nuevos miembros con independencia de su afiliación partidaria. Desde entonces, la SHS publica la revista semestral Socialist History y una serie de monografías llamada «Occasional Papers».

## Espionaje por parte del Estado
Documentos desclasificados en 2014 han revelado que la policía secreta y el MI5 británicos espiaron durante décadas a los miembros del CPHG y, en general, a todo sospechoso de militar en el Partido Comunista del Reino Unido o de profesar ideas comunistas. Entre otros, fueron vigilados y se abrió expedientes personales a historiadores como A. J. P. Taylor, Christopher Hill o Eric Hobsbawm. Este último fue espiado al menos desde 1942, a pesar de que se descartó la posibilidad de que participara en «actividades subversivas» o de que mantuviera contactos con la Unión Soviética. Las actividades de vigilancia y control implicaban la intromisión en la vida privada, incluyendo la interceptación de la correspondencia y de las llamadas telefónicas.

## Miembros notables
Considerando su trayectoria al completo y en orden alfabético:
- Maurice Dobb (1900-1976), por sus estudios y debates sobre los modos de producción, en concreto la transición del modo de producción feudal al capitalista (Studies in the development of capitalism, 1946), en discusión con Paul Sweezy.
- Christopher Hill (1912-2003), por sus trabajos sobre la historia inglesa en el siglo xvii, en especial la Revolución inglesa (sus orígenes sociales e intelectuales, su relación con los elementos religiosos, etc.): The English Revolution, 1640 (1940); The century of revolution, 1603–1714 (1961); o Intellectual origins of the English Revolution (1965).
- Rodney Hilton (1916-2002), por sus investigaciones de historia social de la Baja Edad Media —en particular sobre los levantamientos populares y campesinos (The English Rising of 1381, con H. Fagan, 1950) y la estructura de clases (Class conflict and the crisis of feudalism, 1983)— y la transición del feudalismo al capitalismo (como editor, The transition from feudalism to capitalism, 1976).
- Charles Hobday (1917-2005), por su poesía y su edición de la revista cultural Our Time.
- Eric Hobsbawm (1917-2012), por sus obras sobre el trabajo (Labour's turning point, 1948), el mundo popular y los movimientos sociales (Primitive rebels, 1959; Bandits, 1969), la historia del modo de producción capitalista (Industry and empire, 1968), las naciones y los nacionalismos (The invention of tradition, como editor con Terence Ranger, 1983; y Nations and nationalism since 1780, 1991), y sus síntesis de los siglos xix y xx: The age of revolution: Europe 1789–1848 (1962), The Age of Capital: 1848–1875 (1975), The Age of Empire: 1875–1914 (1987) y The Age of Extremes: the short twentieth century, 1914–1991 (1993).
- Victor Kiernan (1913-2009), por su labor en historia global, en particular la diplomacia británica en China (British diplomacy in China, 1880 to 1885, 1939), los imperios y el imperialismo (The lords of human kind: European attitudes towards the outside world in the Imperial Age, 1969).
- A. L. Morton (1903-1987), por su actividad política y organizativa, y su empeño independiente en la historia popular (A people's history of England, 1938), cultural (The English utopia, 1952) y de las ideas (The life and ideas of Robert Owen, 1962; o sobre William Blake y William Morris).
- George Rudé (1910-1993), por sus estudios de historia social desde abajo y de la Revolución francesa; en especial The crowd in history: a study of popular disturbances in France and England, 1730–1848 (1964) y The crowd in the French Revolution (1967). También, en colaboración con Hobsbawm: Captain Swing (1969).
- Raphael Samuel (1934-1996), por sus múltiples investigaciones de la clase obrera, el comunismo y la identidad nacional: Village life and labour (1975); Miners, quarrymen and saltworkers (1977); People's history and socialist theory (1981); Theatres of the left: 1880–1935 (1980); o Patriotism (2 vols., 1989).
- John Saville, nacido Orestes Stamatopoulos (1916-2009), por su prolífica obra en torno al movimiento obrero británico, en especial el Dictionary of Labour Biography.
- Dorothy Thompson (1923-2011), por sus trabajos sobre el cartismo, la historia de las mujeres y las identidades: The early Chartists (1971), The Chartist experience (editado con James Epstein, 1982), The Chartists: popular politics in the Industrial Revolution (1984) o Chartism in Wales and Ireland (1987); Over our dead bodies: women against the bomb (como editora, 1983), British women in the nineteenth century (1989), Queen Victoria: gender and power (1990) u Outsiders: class, gender and nation (1993).
- E. P. Thompson (1924-1993), por su intenso activismo social —desde la educación para adultos hasta la campaña por el desarme nuclear— y su variada obra: sobre Williams Morris (1955), la formación de la clase obrera inglesa (The making of the English working class, 1963), la conflictividad social (Whigs and hunters, 1975; o el libro colectivo Albion's fatal tree, 1975), la teoría marxista (The poverty of theory and other essays, 1978) o la cultura popular (Customs in common, 1991).
- Dona Torr (1883-1957), por sus numerosas traducciones (en especial la edición germano-soviética de la correspondencia entre Marx y Engels: Correspondence of Marx and Engels, 1934), su papel organizador del grupo y de Past and Present, su colaboración intelectual e investigadora, y su monumental proyecto de biografía sobre Tom Mann.